# 第103SS重戦車大隊
第103SS重戦車大隊（だい103SSじゅうせんしゃだいたい、ドイツ語: schwere SS-Panzerabteilung 103）とは第二次世界大戦中、ナチス・ドイツ武装親衛隊に所属した重戦車大隊である。

## 第二次世界大戦
1943年7月1日、部隊は当初、ユーゴスラビアで歩兵として戦うための第11SS装甲連隊の第2大隊として設立された。しかし、11月には部隊は装甲部隊として再編成された。
1944年2月、部隊は6両のティーガーIを訓練したが、それらの戦力は3月に他の部隊に転属となった。5月26日に6両のティーガーIが補充され、8月には更に4両補充された。10月20日、部隊は東部戦線の第3SS装甲軍団に配属される前に、10両のティーガーIを教導隊から引き渡され、新型のティーガーIIを与えられた。
11月14日、部隊は第503SS重戦車大隊に改変された。部隊は39両(最終的に45両)のティーガーIIを保有した状態で、1945年1月27日、東部戦線のヴァイクセル軍集団に配属された。3月15日時点で、部隊は12両のティーガーIIのうち、未だ10両は運用中であると報告した。そして部隊はベルリン攻防戦では、ヴィルヘルム・モーンケ親衛隊少将指揮下のモーンケ戦闘団に所属していた。